# Alfredo Campoli
Alfredo Campoli (ur. 20 października 1906 w Rzymie, zm. 27 marca 1991 w Londynie) – brytyjski skrzypek pochodzenia włoskiego.

## Życiorys
Uczył się muzyki u ojca, Romeo Campoliego, wykładowcy Akademii Muzycznej św. Cecylii w Rzymie. Od 1917 roku mieszkał w Wielkiej Brytanii. Przed 1939 rokiem odbył liczne podróże koncertowe po krajach europejskich, prowadził też własną orkiestrę kameralną. Od 1938 roku występował na koncertach The Proms. Po 1950 roku koncertował w Stanach Zjednoczonych, Kanadzie, Afryce Południowej, Australii, ZSRR i na Dalekim Wschodzie. Współpracował z BBC Symphony Orchestra. Dokonał licznych nagrań płytowych dla wytwórni Decca i HMV. W jego repertuarze znajdowały się zarówno utwory klasyczne, jak i dzieła XX-wiecznych kompozytorów brytyjskich takich jak Edward Elgar i Arthur Bliss.